# Banana

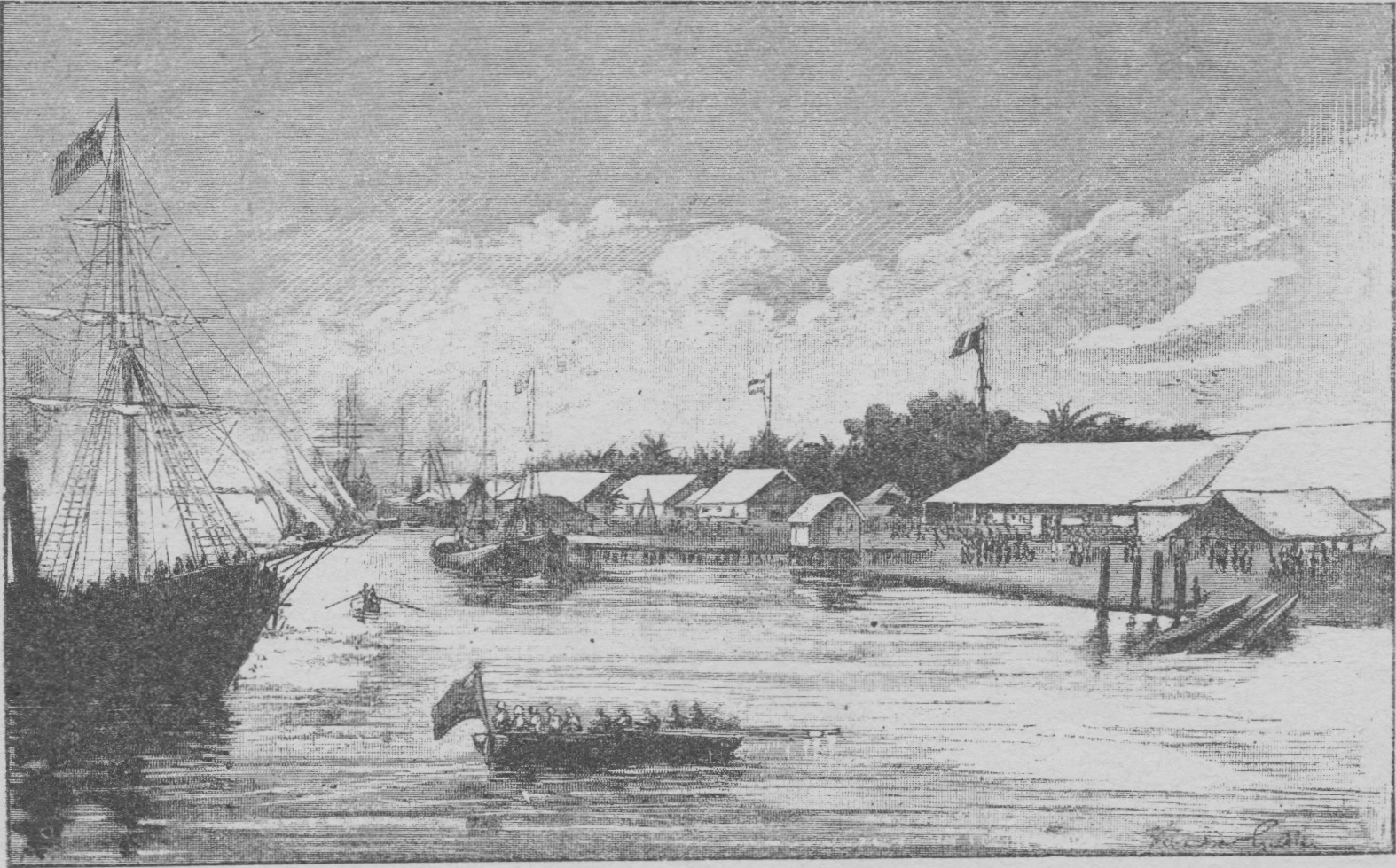
De haven van Banana in 1887, tijdens de expeditie om Emin Pacha te redden (gravure uit 1890)

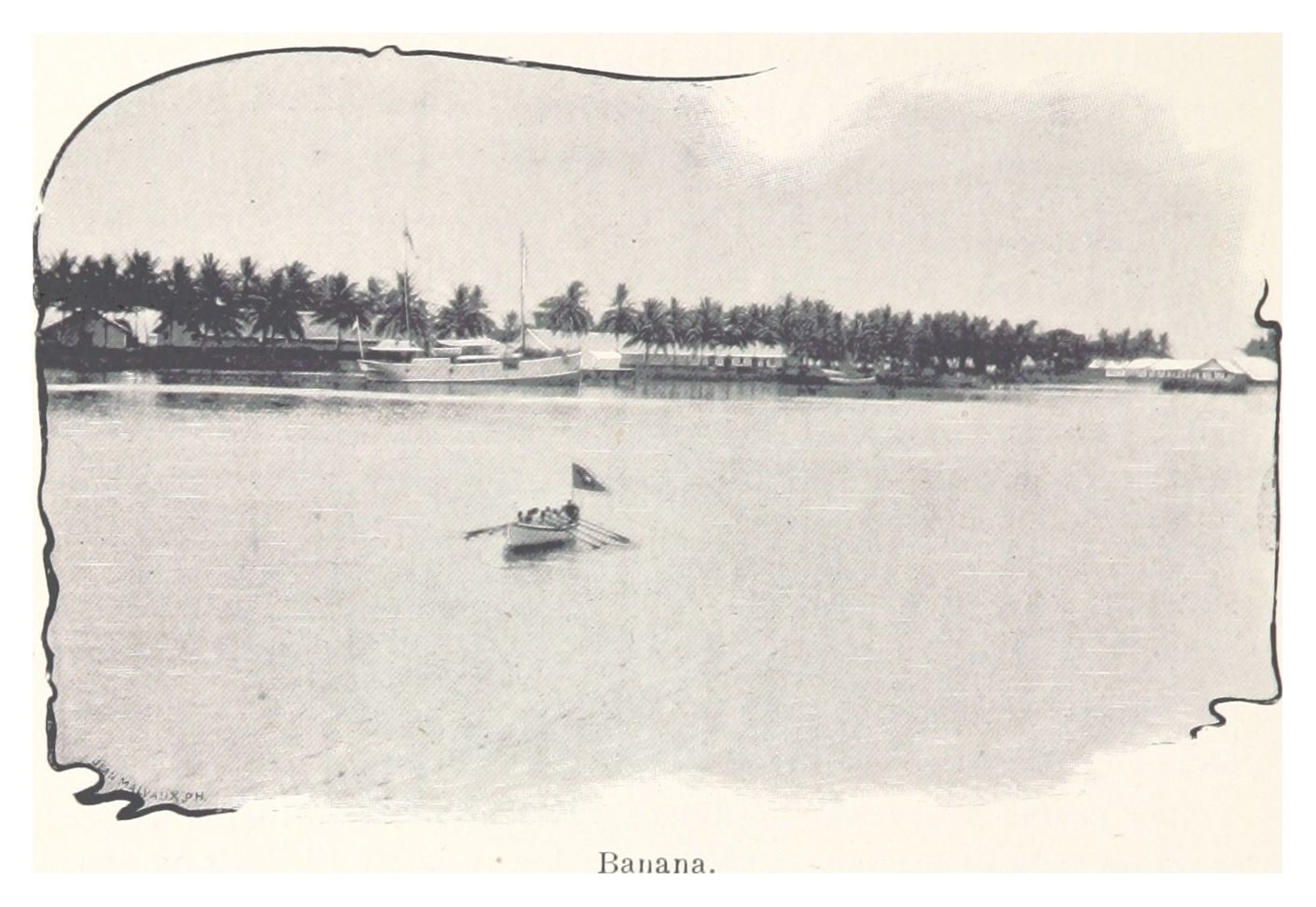
Banana rond 1899

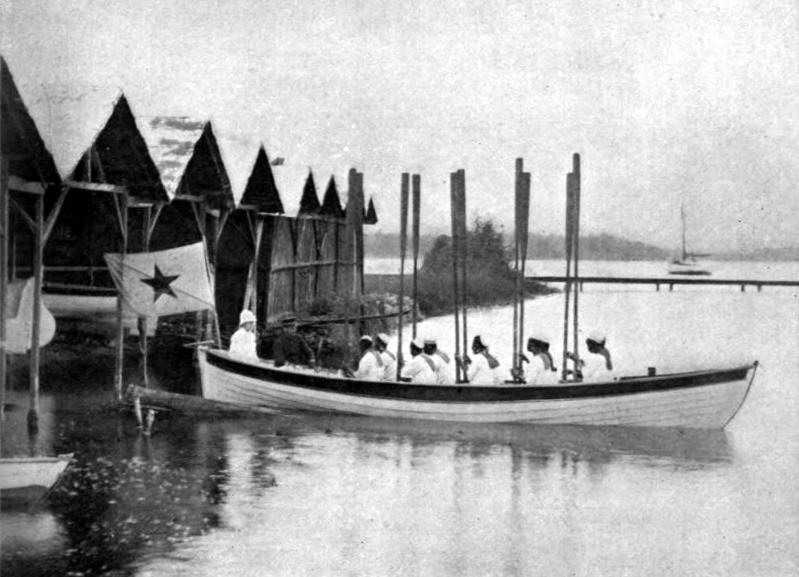
Banana vóór 1905

Banana, soms Banane, is een kleine zeehaven in de Democratische Republiek Congo, bij de monding van de rivier de Congo (provincie Kongo Central). Een 8 km lange kustweg verbindt de stad met Moanda, maar voor het overige beschikken deze steden niet over berijdbare weg- of spoorverbindingen. Stroomopwaarts liggen Boma (op de rechteroever) en Matadi (linkeroever).

## Geschiedenis
Banana is een oude koloniale nederzetting, bezet door Europeanen sinds het midden van de 19e eeuw. De monding van de Congo stond onder Portugese invloed. Rond 1850 vestigden ze zich op de zanderige landpunt die ze Ponta da Banana noemden, snel gevolgd door de Fransen, Nederlanders en Engelsen. Overblijfselen van deze eerste inplanting zijn nog te zien aan de overzijde van de baai, ten zuidwesten van de huidige stad.
Hoewel de slavernij officieel was afgeschaft, bleven de bestaande netwerken in gebruik. De Parijse firma Régis & Cie (later Daumas-Béraud & Cie) was om die reden naar Boma gekomen. In Banana vestigde haar agent Marius Daumas in 1855 een factorij, die in feite een doorgangshuis was voor het verschepen van Afrikaanse "migratiewerkers" naar Martinique en Guadeloupe. Er was plaats voor 1.400 personen. In diezelfde periode had de Hollandse firma Kerdijk & Pincoffs er haar factorijen "Rotterdam" en "Holland", waar dertig blanken en 800 zwarten werkten. Een deel van hen, de coromanos, leefde in slavernij en werd 's nachts opgesloten. De vestiging in Banana lag aan de grondslag van de Afrikaansche Handelsvereeniging (1869), die na een frauduleus faillissement aan een tweede leven begon als Nieuwe Afrikaansche Handels-Vennootschap (1879).
In 1878 verkende Henry Morton Stanley de Congomonding voor zijn broodheer Leopold II van België. Henry Shelton Sanford, een andere man op Leopolds loonlijst, zorgde ervoor dat de Amerikaanse oorlogsbodem Ticonderoga er eind mei 1879 een kijkje kwam nemen, om de territoriale aanspraken van de Portugezen te peilen. Commodore R.W. Shufeldt noemde Banana de ongezondste haven van de Afrikaanse westkust. In zijn rapport stelde hij de Nederlandse dominantie vast en betreurde hij dat Stanley op het punt stond zijn reputatie te verkwanselen aan de onder humanitaire vlag vermomde commercie van Leopold. Inderdaad landde Stanley op 14 augustus 1879 in "Banana Point" met de missie om de rivier op te varen en het land "vreedzaam te veroveren en onderwerpen". Nadat hij het land was afgelopen om stamhoofden een kruisje te laten zetten onder in het Frans opgestelde "verdragen" waarin ze hun "soevereiniteit" afstonden, scheepte hij er in juni 1884 terug in voor vertrek. De zaken waren vooruitgegaan. Onder zijn opvolger Francis de Winton was Banana op 19 juli 1885 het toneel voor de enige ceremonie ter afkondiging van de nieuwe Congo-Vrijstaat (waar zijn soeverein Leopold nooit een voet zou zetten).
In de periode van de Congo-Vrijstaat waren er vanuit Banana regelmatige scheepvaartverbindingen met Groot-Brittannië, Duitsland, Frankrijk en Portugal. Geleidelijk verschoof het zwaartepunt van de handel oostwaarts en verloor de stad haar belang. Wel resideerde er nog een Portugese en Britse consul.
Gedurende de hele koloniale periode was Banana de voornaamste Belgische marinebasis.

## Industrie
Aan de haven ligt een petroleumraffinaderij van de Société congolaise des Industries de raffinage (SOCIR). Er zijn ook ander oliebedrijven, waaronder de offshore-installaties van de Muanda International Oil Company (MIOC) en Perenco-REP.

## Varia
- Bij filatelisten is Banana gekend om zijn duivenpost uit het eerste decennium van de 20e eeuw. Er kwam een einde aan toen de telegraaflijn Banana–Boma–Léopoldville–Coquilhatville gereed kwam.